# Reed Hadley
Reed Hadley (25 de junio de 1911-11 de diciembre de 1974) fue un actor cinematográfico, televisivo y radiofónico de nacionalidad estadounidense.

## Biografía
Su verdadero nombre era Reed Herring, y nació en Petrolia (Texas), siendo sus padres Bert Herring, que trabajaba en pozos de petróleo, y Minnie. Hadley tenía una hermana, Bess Brenner. Criado en Búfalo (Nueva York), se graduó en la Bennett High School de Búfalo, localidad en la que inició sus actividades teatrales en el Teatro Studio Arena. Como actor teatral, antes de mudarse a Hollywood, actuó en la obra Hamlet en la ciudad de Nueva York.
A lo largo de su carrera cinematográfica, de 35 años de duración, interpretó papeles tanto de malvado como de héroe, figurando entre sus películas The Baron of Arizona (1950), The Half-Breed (1952), Highway Dragnet (1954) y Big House, USA (1955). 
Dotado con voz de bajo, Hadley fue narrador de numerosos documentales. Como actor televisivo destaca su trabajo como protagonista en dos series, Racket Squad (1950–1953), en el papel del Capitán Braddock, y The Public Defender (1954–1955) como el abogado Bart Matthews. En el medio radiofónico Hadley trabajó en el show Red Ryder en la década de 1940, siendo el primer actor en encarnar al personaje del título. En el cine, entre otros personajes, interpretó a Zorro en el serial de 1939 Zorro's Fighting Legion.
Hadley fue narrador de varios filmes del Departamento de Defensa de los Estados Unidos: "Operation Ivy", sobre la primera prueba con una bomba de hidrógeno, Ivy Mike; "Military Participation on Tumbler-Snapper"; "Military Participation on Buster Jangle"; y "Operation Upshot-Knothole". Todos los filmes fueron producidos por los estudios Lookout Mountain. Las cintas estaban pensadas para uso exclusivamente militar, pero fueron adaptadas, editadas y desclasificadas, por lo que actualmente están al alcance del público. Durante el período en el que narró esas producciones, Hadley tuvo una acreditación de seguridad Top Secret.
En su faceta de narrador, Hadley también participó en varias películas realizadas en Hollywood, entre ellas House on 92nd Street (1945), Call Northside 777 (1947) y Boomerang (1947).
Reed Hadley falleció en 1974 en Los Ángeles, California, a causa de un ataque cardiaco. Tenía 63 años de edad. Fue enterrado en el Cementerio Forest Lawn Memorial Park de Hollywood Hills, Los Ángeles.